# 吉歐夫·斯圖茲
傑佛瑞·曼頓·斯圖茲（英語：Geoffrey Manton Stults）是一位美國男演員。出演過的著名電視劇有《第七天堂》、《十月路故事》、《欢乐镇疑案》和《追蹤者》。他也曾參加橄欖球運動。

## 早年
吉歐夫·斯圖茲生於密歇根州底特律，在科罗拉多州绿山瀑布長大。哥哥是演員喬治·斯塔爾茨。他畢業於馬尼圖斯普林斯高中。斯圖茲搬到了加利福尼亞州洛杉磯，並開始在大學戲劇作品中表演，同時就讀於惠蒂爾學院，他還在此踢足球。

## 外部連結
- 吉歐夫·斯圖茲在互联网电影资料库（IMDb）上的資料（英文）